# Isla Negra
Isla Negra é uma área costeira em El Quisco, comuna no centro de Chile, cerca de 70 km ao sul de Valparaiso e 110 km a oeste de Santiago (distâncias por estrada).
É conhecida principalmente como a residência do poeta chileno Pablo Neruda, que lá morou, na Casa de Isla Negra (com longos períodos de viagem e de exílio), a partir de 1939 até sua morte em 1973. A área foi batizada pelo próprio Neruda, após o afloramento de rochas escuras apenas offshore. Isso significa literalmente "ilha negra" em espanhol. A Casa de Isla Negra é hoje um museu muito visitado durante todo o ano, especialmente durante o verão.
Todos os anos no dia 12 de julho, data do aniversário de Neruda, há celebrações, tanto na casa quanto na praça de artesãos nas proximidades. A programação inclui leituras de poesia, apresentações musicais e piqueniques na praia.